# Cup Tie Competition 1906
La Cup Tie Competition 1906 (también llamada Copa Competencia "Chevallier Boutell" 1906) fue la séptima edición de esta competición oficial y de carácter internacional, organizada por la Argentine Football Association. También fue la última de carácter nacional para la entidad organizadora.
La Copa que estaba en juego fue donada por el presidente de la Asociación Argentina de Football, Francis Chevallier Boutell, y por eso llevó su nombre. La final del torneo se disputó en la Buenos Aires, mientras que las semifinales se llevaron a cabo en Montevideo y Rosario.
Trece fueron los participantes de esta edición, aumentando la cantidad de participantes con respecto a la edición anterior. Los nuevos integrantes fueron Argentino de Quilmes, San Isidro, San Martín y Belgrano Extra, siendo la primera y única vez que un equipo de reserva compite en la copa.

## Equipos participantes

### Argentine Football Association
| Alumni         | Argentino de Quilmes | Barracas   | Belgrano |
| Belgrano Extra | Estudiantes          | Lomas      | Quilmes  |
| Reformer       | San Isidro           | San Martín |          |

### Liga Rosarina de Football
| Rosario Central |

### Liga Uruguaya de Football
| Montevideo Wanderers |

## Fase inicial

### Primera eliminatoria
Esta fase la disputaron 6 equipos de la Argentine Football Association. Se enfrentaron a partido único y clasificaron los tres ganadores.
| Fecha      | Equipo 1       | Resultado | Equipo 2          |
| ---------- | -------------- | --------- | ----------------- |
| 3 de junio | Belgrano Extra | 8 - 0     | Barracas Athletic |
| 3 de junio | Estudiantes    | 2 - 4     | Alumni            |
| 3 de junio | Reformer       | 3 - 2     | Lomas             |

### Segunda eliminatoria
Esta fase la disputaron 5 equipos de la Argentine Football Association y los 3 ganadores de la primera eliminatoria. Se  enfrentaron a partido único y clasificaron cuatro equipos.
| Fecha       | Equipo 1             | Resultado | Equipo 2   |
| ----------- | -------------------- | --------- | ---------- |
| 3 de junio  | Argentino de Quilmes | 1 - 9     | Quilmes    |
| 3 de junio  | San Isidro           | 1 - 6     | Belgrano   |
| 29 de junio | Belgrano Extra       | 2 - 2     | San Martín |
| 29 de junio | Reformer             | 2 - 3     | Alumni     |

#### Desempate
| Fecha       | Equipo 1       | Resultado | Equipo 2   |
| ----------- | -------------- | --------- | ---------- |
| 29 de junio | Belgrano Extra | 5 - 0     | San Martín |

### Tercera eliminatoria
Esta fase la disputaron los 4 ganadores de la segunda eliminatoria. Se enfrentaron a partido único y clasificaron los 2 ganadores.
| Fecha        | Equipo 1 | Resultado | Equipo 2       |
| ------------ | -------- | --------- | -------------- |
| 29 de junio  | Quilmes  | 2 - 2     | Belgrano       |
| 12 de agosto | Alumni   | 2 - 1     | Belgrano Extra |

#### Desempate
| Fecha        | Equipo 1 | Resultado | Equipo 2 |
| ------------ | -------- | --------- | -------- |
| 12 de agosto | Quilmes  | 3 - 5     | Belgrano |

## Fase final

### Cuadro de desarrollo
|  | Semifinales | Semifinales          | Semifinales |          |        | Final  | Final | Final |  |
|  |             |                      |             |          |        |        |       |       |  |
|  |             |                      |             |          |        |        |       |       |  |
|  | U           | Montevideo Wanderers | 0           |          |        |        |       |       |  |
|  | U           | Montevideo Wanderers | 0           |          |        |        |       |       |  |
|  | A           | Alumni               | 2           |          |        |        |       |       |  |
|  | A           | Alumni               | 2           |          | Alumni | Alumni | 10    |       |  |
|  |             |                      |             |          | Alumni | Alumni | 10    |       |  |
|  |             |                      | Belgrano    | Belgrano | 1      |        |       |       |  |
|  | R           | Rosario Central      | Belgrano    | Belgrano | 1      | 2      |       |       |  |
|  | R           | Rosario Central      |             |          |        | 2      |       |       |  |
|  | A           | Belgrano             | 5           |          |        |        |       |       |  |
|  | A           | Belgrano             | 5           |          |        |        |       |       |  |
|  |             |                      |             |          |        |        |       |       |  |

### Semifinales
Esta fase la disputaron los 2 ganadores de la Fase inicial, 1 equipo invitado de la Liga Rosarina de Football y el campeón de la Copa de Competencia uruguaya. Se enfrentaron a partido único y clasificaron los 2 ganadores.
| Fecha        | Equipo 1             | Resultado | Equipo 2 |
| ------------ | -------------------- | --------- | -------- |
| 12 de agosto | Rosario Central      | 2 - 5     | Belgrano |
| 26 de agosto | Montevideo Wanderers | 0 - 2     | Alumni   |

### Final
La disputaron los 2 ganadores de las Semifinales. Se enfrentaron el 30 de agosto a partido único, y se consagró campeón el Alumni Athletic Club en el séptimo torneo.
| Fecha        | Equipo 1 | Resultado | Equipo 2 |
| ------------ | -------- | --------- | -------- |
| 30 de agosto | Alumni   | 10 - 1    | Belgrano |

| Campeón Alumni Tercer título |